# Championnat d'Ouzbékistan de football 2021
Navigation
Édition précédente Édition suivante
La saison 2021 de la Super Ligue ouzbèke est la trentième édition de la  première division en Ouzbékistan depuis l'indépendance du pays.
Elle voit la victoire du Pakhtakor Tachkent, double tenant du titre, qui remporte à cette occasion son quatorzième titre de champion.

## Clubs participants
- Lokomotiv Tachkent
- Pakhtakor Tachkent
- Navbahor Namangan
- FK Bunyodkor
- Metallurg Bekabad
- FK Turon Yaypan - promu de D2
- Nasaf Qarshi
- Qizilqum Zarafshon
- Kokand 1912
- FK AGMK
- Sogdiana Jizzakh
- PFK Andijan
- Surkhon Termez
- Mash'al Mubarek

## Compétition

### Classement
| Rang | Équipe                 | Pts | J  | G  | N  | P  | Bp | Bc | Diff |
| ---- | ---------------------- | --- | -- | -- | -- | -- | -- | -- | ---- |
| 1    | Pakhtakor Tachkent T S | 60  | 26 | 19 | 3  | 4  | 51 | 18 | +33  |
| 2    | Sogdiana Jizzakh       | 47  | 26 | 12 | 11 | 3  | 28 | 15 | +13  |
| 3    | FK AGMK                | 47  | 26 | 13 | 8  | 5  | 34 | 25 | +9   |
| 4    | Nasaf Qarshi C         | 45  | 26 | 13 | 6  | 7  | 42 | 24 | +18  |
| 5    | FK Bunyodkor           | 45  | 26 | 13 | 6  | 7  | 43 | 30 | +13  |
| 6    | Navbahor Namangan      | 39  | 26 | 10 | 9  | 7  | 23 | 19 | +4   |
| 7    | Lokomotiv Tachkent     | 39  | 26 | 11 | 6  | 9  | 37 | 32 | +5   |
| 8    | Kokand 1912            | 36  | 26 | 9  | 9  | 8  | 37 | 36 | +1   |
| 9    | Qizilqum Zarafshon     | 31  | 26 | 7  | 10 | 9  | 26 | 29 | -3   |
| 10   | Surkhon Termez         | 25  | 26 | 7  | 4  | 15 | 17 | 43 | -26  |
| 11   | Metallurg Bekabad      | 25  | 26 | 8  | 1  | 17 | 22 | 35 | -13  |
| 12   | Mash'al Mubarek        | 23  | 26 | 5  | 8  | 13 | 21 | 35 | -14  |
| 13   | PFK Andijan            | 19  | 26 | 4  | 7  | 15 | 22 | 41 | -19  |
| 14   | Turon Yaypan P         | 17  | 26 | 3  | 8  | 15 | 16 | 37 | -21  |

Ligue des champions 2022
- 1er : phase de groupes
- C : tour préliminaire

Relégation en deuxième division
- 13e et 14e : relégation directe

Abréviations
- T : Tenant du titre
- C : Vainqueur de la Coupe d'Ouzbékistan 2021
- S : Vainqueur de la Supercoupe d'Ouzbékistan 2021
- P : Promu de deuxième division 2020

- Si le Nasaf Qarshi parvient à atteindre la phase de groupes de la Ligue des champions 2022 à l'issue de la phase préliminaire, le Sogdiana Jizzakh se qualifie alors pour la Coupe de l'AFC 2022.

### Barrage de relégation
Un barrage de relégation est disputé en fin de saison afin de déterminer le dernier participant de l'édition 2022 de la première division. Il oppose le Mash'al Mubarek, douzième du championnat, à l'Olimpik Tachkent, troisième de la deuxième division. Les deux équipes s'affrontent sur un seul match joué le 2 décembre 2021.
La rencontre voit la victoire de l'Olimpik sur le score de 3 buts à 1, lui permettant d'accéder à l'élite aux dépens du Mash'al qui descend à l'échelon inférieur.
| Finale          | Olimpic Tachkent (D2)                | 3 - 1   | (D1) Mash'al Mubarek | Stade Pakhtakor Markaziy, Tachkent |                               |
| 2 décembre 2021 | Jurakuziev 63e · Mamasidikov 74e 77e | (0 - 0) | 57e Kuziev           | Arbitrage : Rakhimbek Karimov      | Arbitrage : Rakhimbek Karimov |
| 2 décembre 2021 | Rapport                              |         |                      | Arbitrage : Rakhimbek Karimov      | Arbitrage : Rakhimbek Karimov |